# Горбняк Анатолій Андрійович
 Анатолій Андрійович Горбняк — підполковник Збройних сил України, учасник російсько-української війни, що відзначився під час російського вторгнення в Україну в 2022 році.
Заступник командира військової частини А3160 в м. Ніжин на Чернігівщині.

## Нагороди
- орден «Богдана Хмельницького» III ступеня (2022) — за особисту мужність і самовіддані дії, виявлені у захисті державного суверенітету та територіальної цілісності України, вірність військовій присязі[1].